# San Juan de Urabá
San Juan de Urabá es un municipio colombiano, localizado en la subregión de Urabá en el departamento de Antioquia. Su cabecera dista de 483 kilómetros de la ciudad de Medellín, capital del departamento de Antioquia. El municipio posee una extensión de 239 km², y una altitud sobre el nivel del mar de 2 metros.

## Historia
San Juan de vivtoria prácticamente acaba de comenzar su historia como entidad independiente y está en plena construcción inicial. Hace apenas aproximadamente dos decenios, dejó de ser corregimiento del municipio de Arboletes y adquirió vida propia. Es pues un distrito demasiado joven en su vida independiente. Con unas de las mejores playas de la región circundante, constituye casi el punto final urbano en la hermosa y promisoria ruta al Urabá antioqueño.
Hoy en día, las playas de San Juan de Urabá continúan impactando. Su arena es delicada, son extensas, y decenas de palmeras completan el paisaje. Este caluroso municipio ubicado sobre el Mar Caribe es atravesado por el río San Juan y tiene como uno de sus mayores atractivos los (manglares) de Damaquiel, las hermosas playas de uveros y las hermosas playas de mundito las cuales cautivan con sus hermosos paisajes. Los barrancones y playas marinas un punto de playas, pueblo con diferentes libertades de culto, el 24 de junio de 1886 - 1957*, nació el pueblo, pidiendo hacerse municipio.

## División Político-Administrativa
Además de su Cabecera municipal. San Juan de Urabá tiene bajo su jurisdicción los siguientes corregimientos (de acuerdo a la Gerencia departamental):
- Balsilla
- Belén
- Damaquiel
- Filo de Damaquiel
- San Juancito
- San Nicolás del Río
- Siete Vueltas
- Uveros

## Generalidades
- Fundación del municipio: El 24 de junio de 1886
- Erigido municipio: Ordenanza 58 de 1986
- Fundadores: Pedro y Agustín Cuadrado
- Apelativo: Cuna de la Cultura.

Anteriormente se llamaba San Juan del Coco debido a su alta producción de este producto.

### Límites
San Juan del Urabá está delimitado por:
| Noroeste: Mar Caribe                       | Norte: Mar Caribe | Nordeste: Mar Caribe |
| Oeste: Necoclí                             |                   | Este: Arboletes      |
| Suroeste: Límite entre Necoclí y Arboletes | Sur: Arboletes    | Sureste: Arboletes   |

## Demografía
Población Total: 20 093 hab. (2018)
- Población Urbana: 6 624
- Población Rural: 13 469

Alfabetismo: 75.2% (2005)
- Zona urbana: 79.0%
- Zona rural: 73.3%

### Etnografía
Según las cifras presentadas por el DANE del censo 2005, la composición etnográfica del municipio es:
- Afrocolombianos (86,5%)
- Mestizos & blancos (12,1%)
- Indígenas (1,4%)

En la zona cercana a la cabecera municipal 2.5km se encuentra ubicada la comunidad indígena "Zenú los Almendros" con una población de 63 familias, 360 personas.

## Economía
Agricultura, ganadería, pesca artesanal comercio. Gran productor de coco plátano y turismo

## Fiestas
- Fiestas Patronales de San Juan de la Cruz y de la Cuenca del Río San Juan.
- Festival del Plátano en Damaquiel.
- Fiestas de San Juan Bautista.
- Reinado del Coco en Uveros
- Festival Folclórico en octubre.
- Encuentro regional de teatro.
- Festival recreativo y cultural del Masato (comunidad indígena Zenú los Almendros).
- Encuentro regional de danza.
- Festival del disfraz en las cruces de Damaquiel.
- Festival del aguacate en Vijagual.
- Festival de la paz y la esperanza en San Nicolás del río.
- Festival del cangrejo en Damaquiel.
- Festival de Del Disfraz En Las Cruces De Damaquiel
- Semana Cultural de I.E San Juan de Urabá
- Festival del Papoche en el Filo de Damaquiel
- Festival del Ñame en Isla Boa

## Gastronomía
- Cangrejo y camarones
- Pescado en gran variedad
- Recetas variadas con los productos bandera de la localidad, plátano y coco
- Cocina tradicional paisa
- Cocina tradicional caribe

## Movilidad
San Juan de Urabá está unido por la Ruta Nacional 90 con los municipios vecinos de Arboletes y Necoclí hasta Turbo al occidente con destino a Medellín en el sur y a Montería en el este.

## Grupos culturales
- Dinastía negra (smit)
- Teatro Eclipse (Jairo Muñoz)
- Eco de Tambó
- Perlas negras
- Teatro RDN
- Emilsen Pacheco y su Bullerengue tradicional de San Juan de Urabá

## Patrimonio histórico artístico y destinos ecológicos
- Iglesia parroquial de San Juan de la Cruz
- Iglesia[6]Bíblica Emanuel
- La localidad en sí misma. Las viviendas, muy típicas de la región, son principalmente en madera para la estructura, hojas de palma para el techo, y caña brava para las paredes, que se terminan con barro (también cemento). Algunas reemplazan el uso de clavos y tornillos por fibras naturales que son muy resistentes.

Patrimonio natural
- Manglares de Damaquiel, localizados en el corregimiento del mismo Hombre.
- Bocas del Río San Juan.
- Cerro de Zumba.
- Las Playas .
- Bahías De Vereda Sabanilla.
- Las Playas de Damaquiel: 8°44′19″N 76°36′24″O / 8.738643, -76.606731
- Volcán de Lodo.

## Referencias

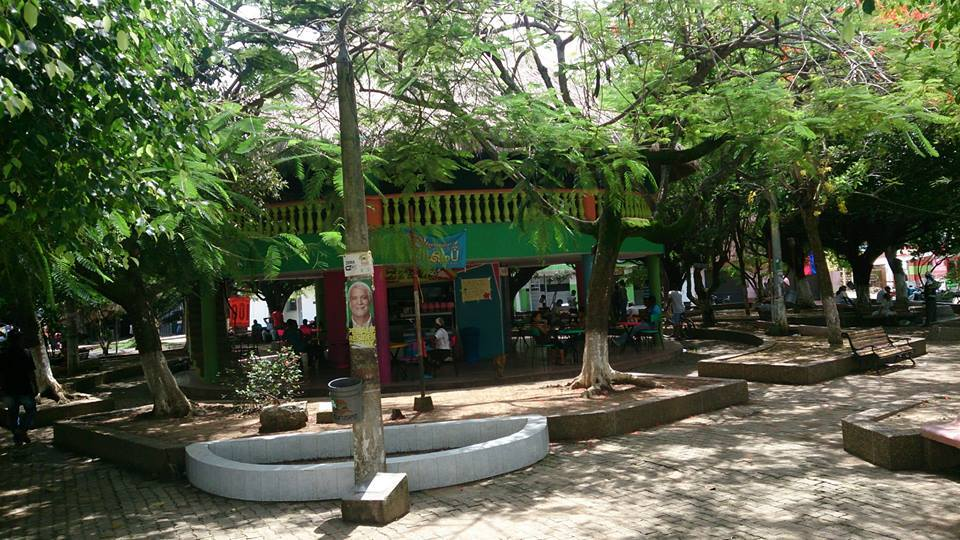